# Vasilij Kandinskij
Vasilij Vasiljevitj Kandinskij (även Vassily Kandinsky, Vasily Kandinsky eller Wassily Kandinsky; ryska: Василий Васильевич Кандинский), född 16 december 1866 (4 december g.s.) i Moskva, Ryssland, död 13 december 1944 i Neuilly-sur-Seine, Frankrike, var en rysk målare och grafiker, även verksam en stor del av sitt liv i Tyskland och Frankrike.

## Biografi
Vasilij Kandinskij föddes och växte upp i Moskva. Han utbildade sig först till advokat, men övergav dessa ambitioner och begav sig som 30-åring till München för att studera vid stadens konstakademi. Tillsammans med Gabriele Münter och Franz Marc var han 1911 en av grundarna av konstnärsgruppen Der Blaue Reiter.  År 1914 återvände han till Ryssland och ledde efter revolutionen nyorganisationen av det ryska konstlivet. Då kulturklimatet svängde 1921, lämnade han på nytt hemlandet och återvände till Tyskland.
I Tyskland var Kandinskij en ledande medlem av Bauhaus-skolan i Weimar från 1922 till dess att nazisterna stängde skolan 1933. Efter Adolf Hitlers maktövertagande 1933 lämnade Vasilij Kandinskij Tyskland för Frankrike, där han bosatte sig i Parisförorten Neuilly-sur-Seine. Här var han verksam fram till sin död i december 1944.
Tillsammans med sin partner åren 1904–1916, konstnären Gabriele Münter, utvecklade Vasilij Kandinskij en vänskap till det svenska konstnärsparet John Jon-And och Agnes Cleve-Jonand. Åren 1917–1944 var han gift med Nina Kandinskij, född Nikolajewna Andreevskaja (1896–1980).

## Konstnärskap
Vasilij Kandinskij brukar ses som sin tids främsta företrädare för den abstrakta konsten, detta tack vare att han genom sitt måleri och sina konstteoretiska böcker, bland annat Om det andliga i konsten (1911), utvecklade den abstrakta konsten. Hans stil kan kategoriseras som abstrakt expressionism. Hans tidiga abstrakta konstverk innehöll antydan till igenkännliga föremål för att sedan utvecklas till en nästan formell geometri. Hans måleri kännetecknas av starka, symboliska färger, där färgen är befriad från formen.
Åren 1937–1941 visades 14 verk av Kandinskij på den avsiktligt nedsättande, nazistiska vandringsutställningen Entartete Kunst.
I Sverige är Kandinskij representerad vid Göteborgs konstmuseum.
| ”                     | Varje period av en civilisation skapar en konst som är specifik i den, och som vi aldrig kommer att se återfödas. Att försöka återuppliva konstens principer från tidigare århundraden kan bara leda till produktion av dödfödda verk. | „ |
| – Vasilij Kandinskij. | |   |

## I kulturen
Asteroiden 2662 Kandinsky är uppkallad efter honom.

## Verk (urval)

### Bildgalleri

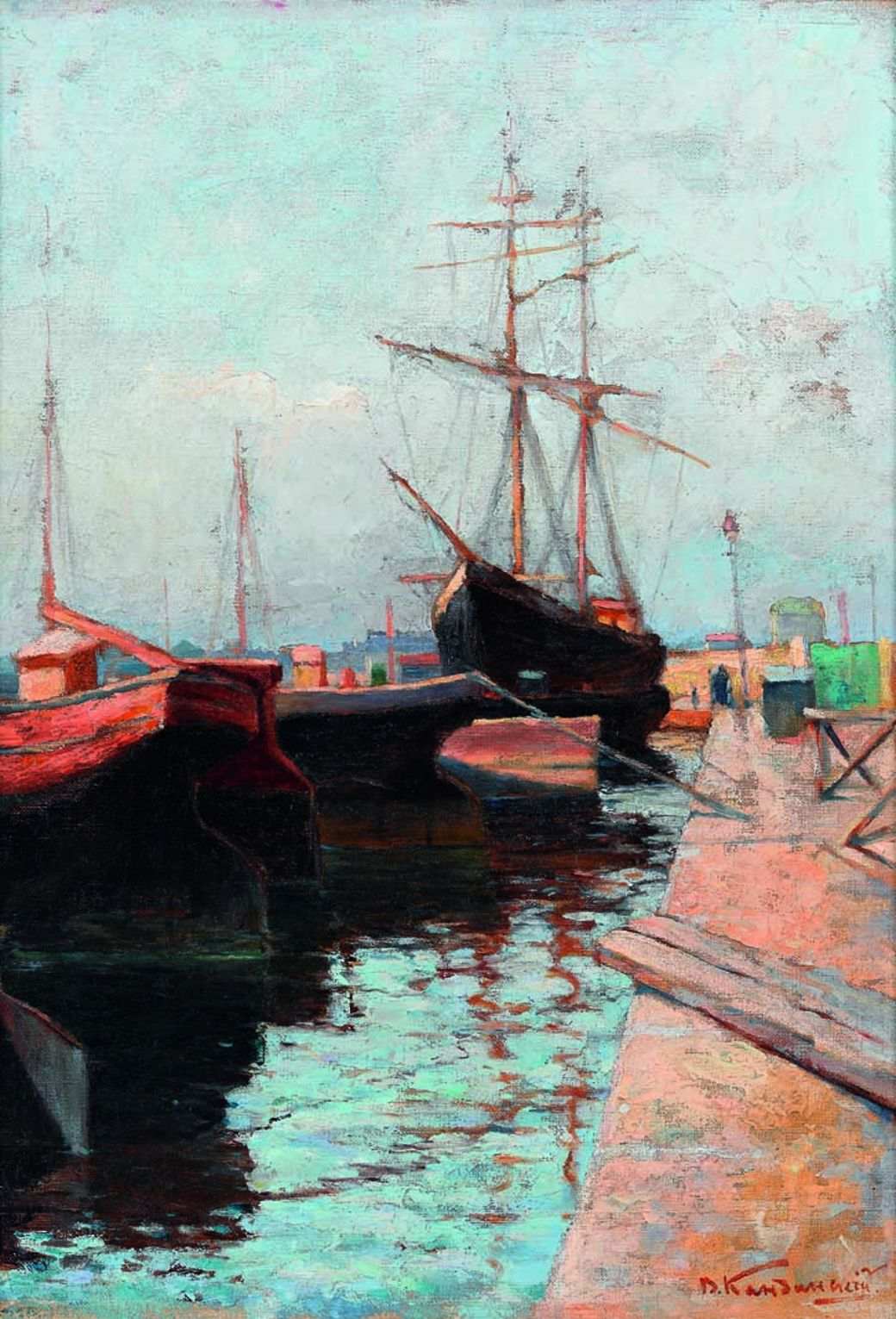
Odessas hamn (1898)
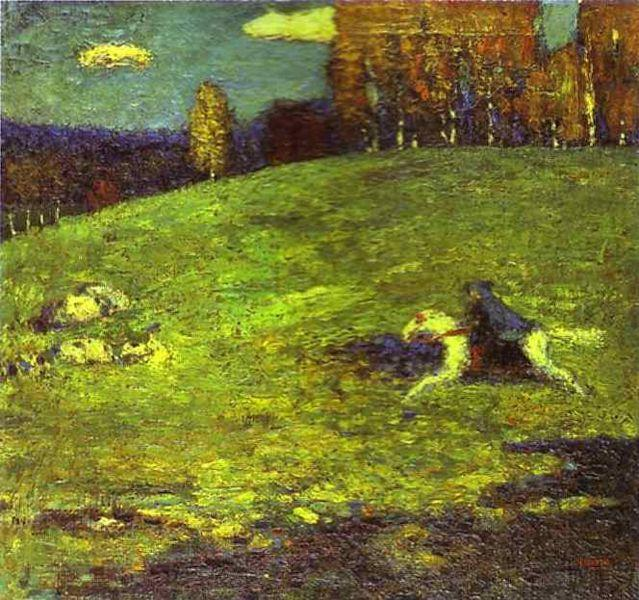
Der blaue Reiter / Den blå ryttaren (1903), olja på pannå, 55 x 60 cm, privat ägo
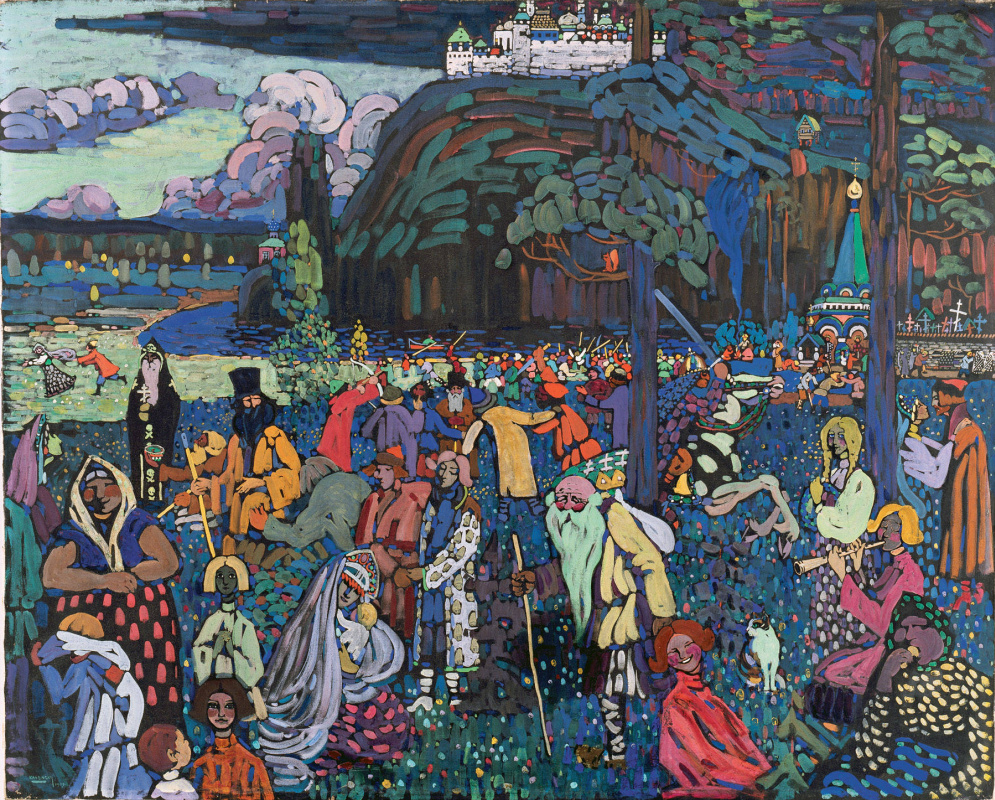
Das bunte Leben / Det färgglada livet (1907), 130 x 162,5 cm, på Lenbachhaus i München
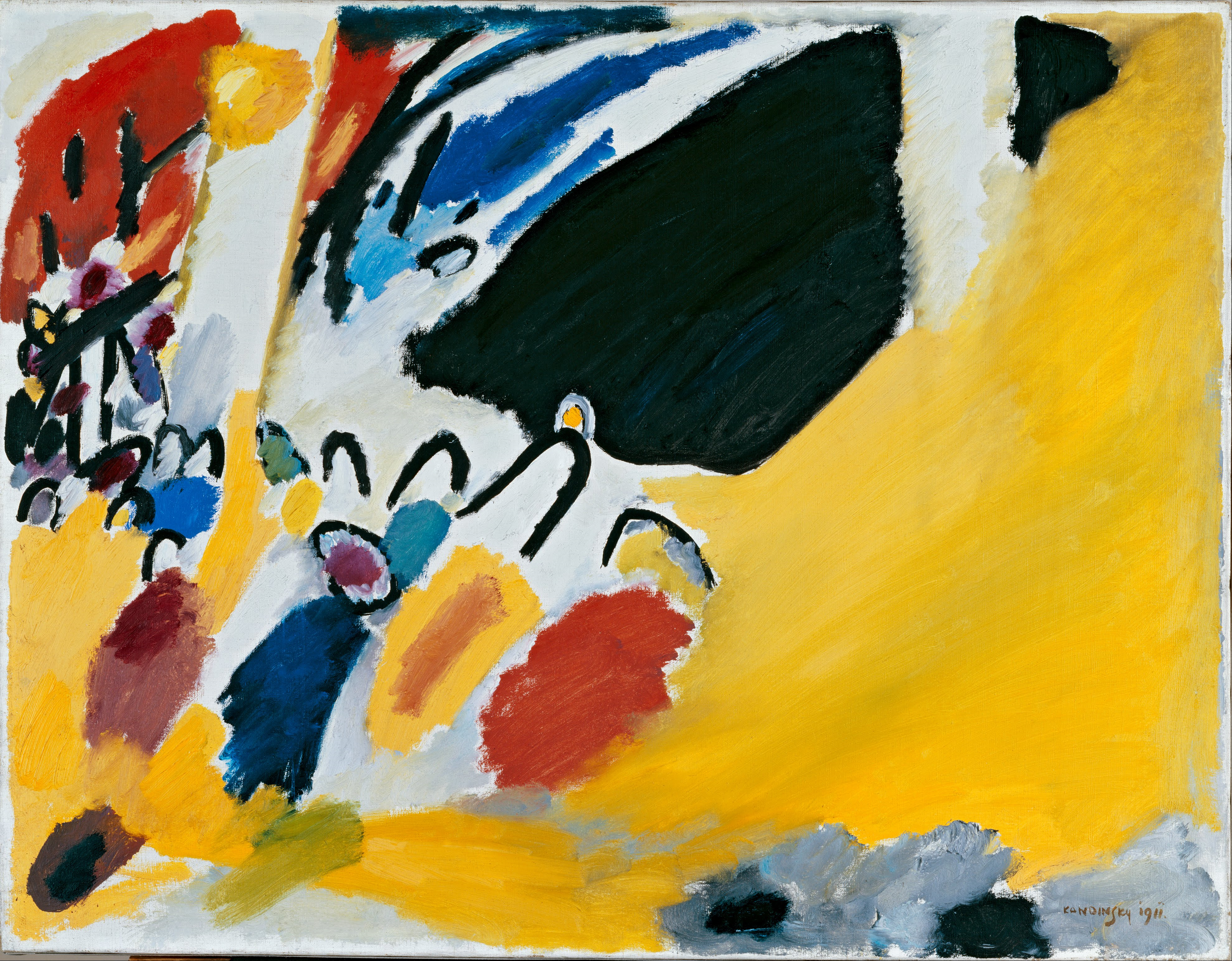
Impression III (Konzert) (1911), olja på duk, 78,5 x 100,5 cm, Lenbachhaus
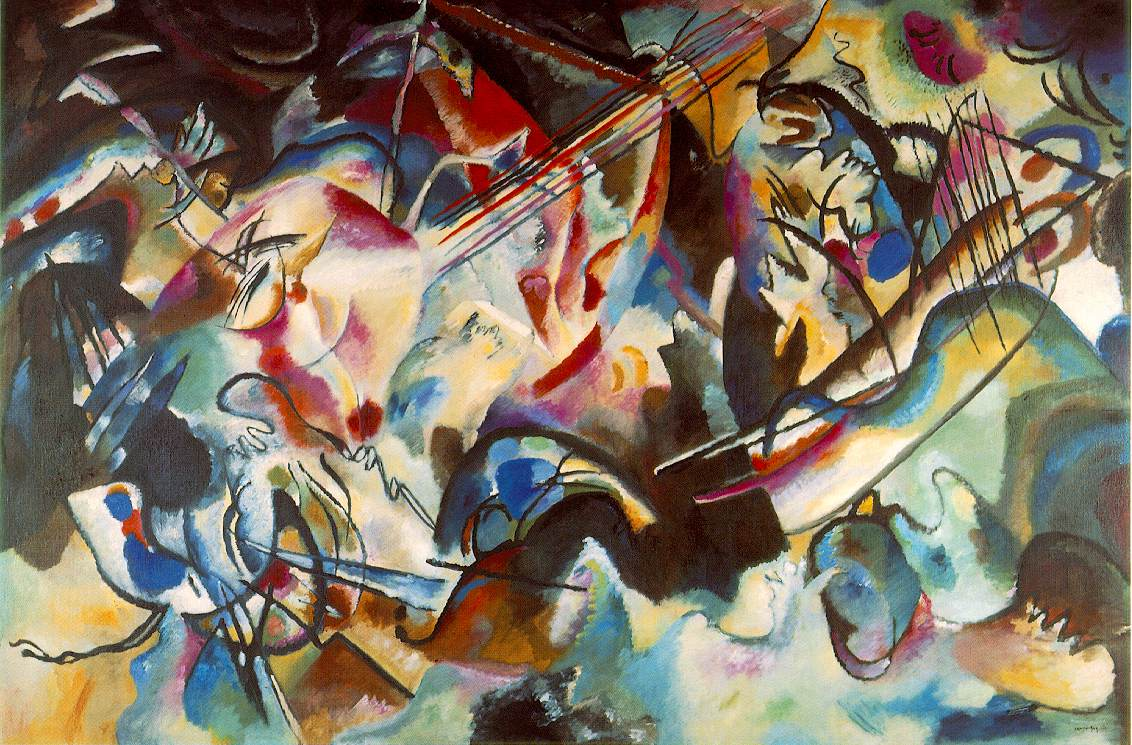
Komposition VI (1913)
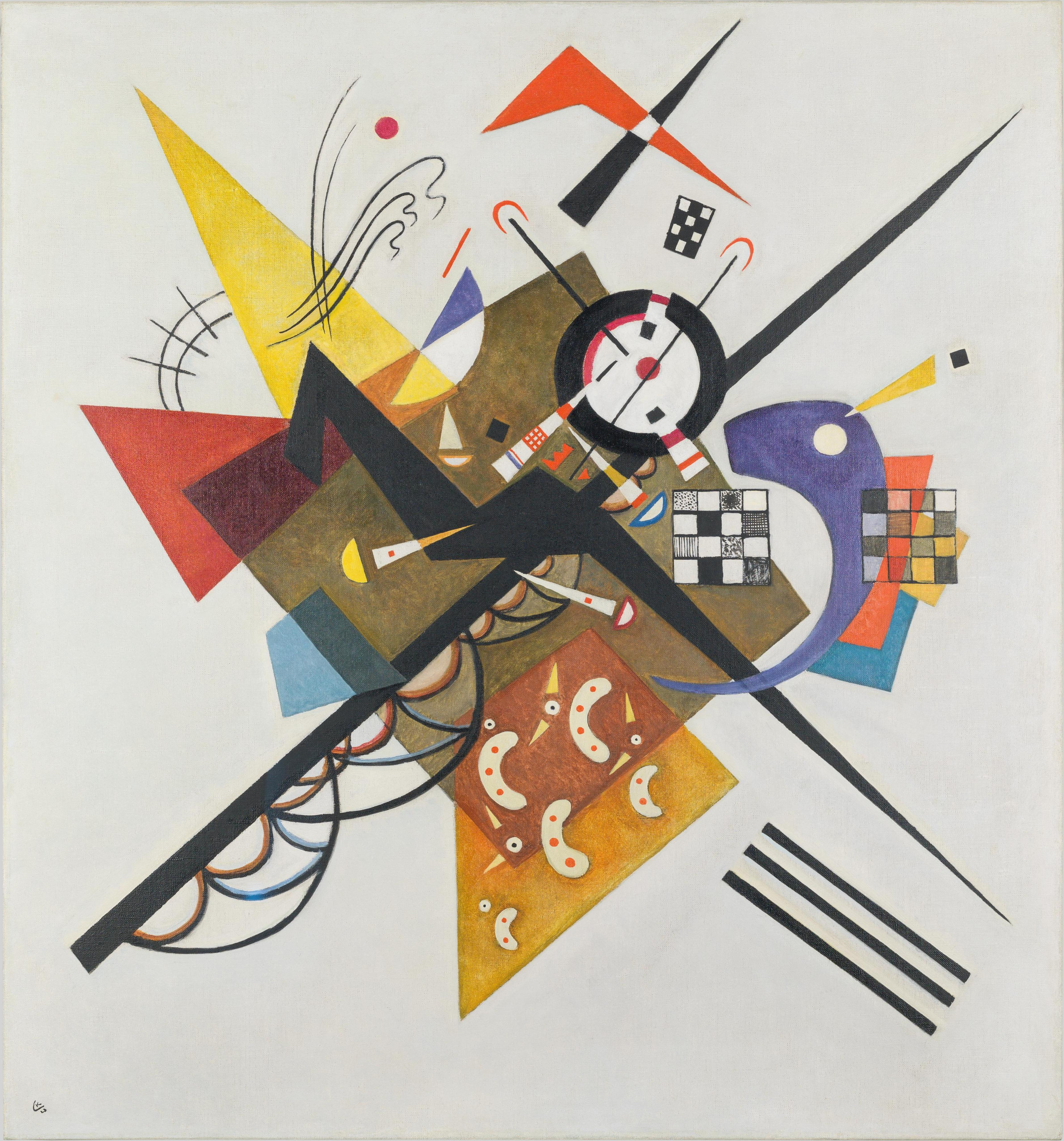
På vitt II (1923)
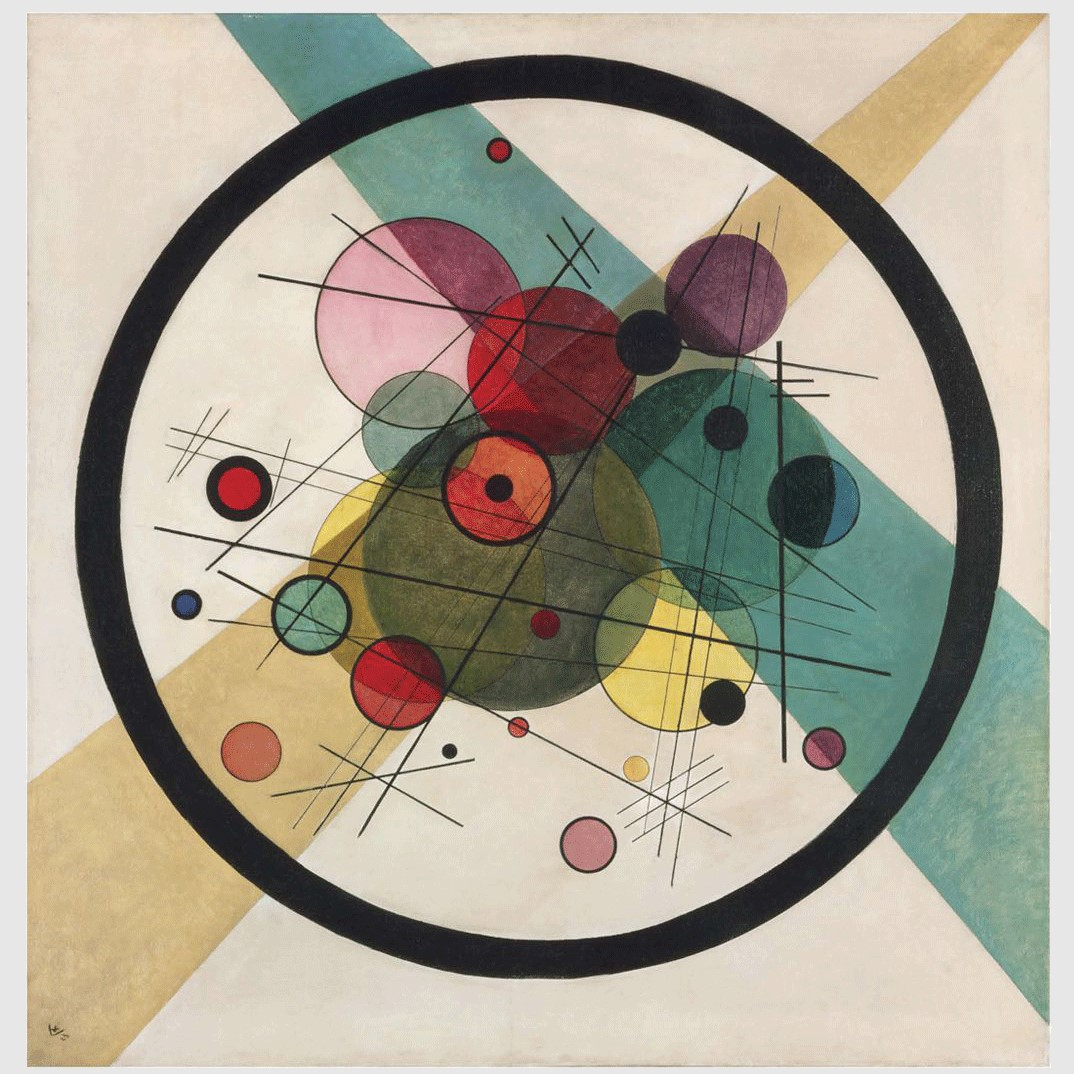
Cirklar i en cirkel (1923)
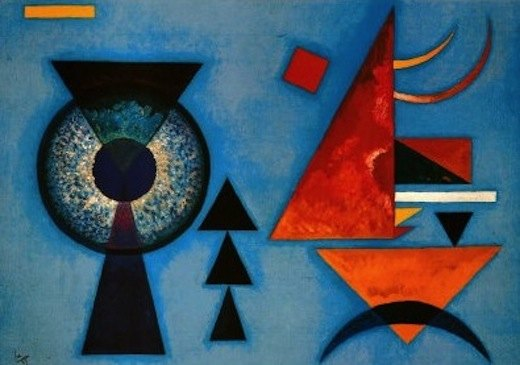
Mjuk Hård (1927)
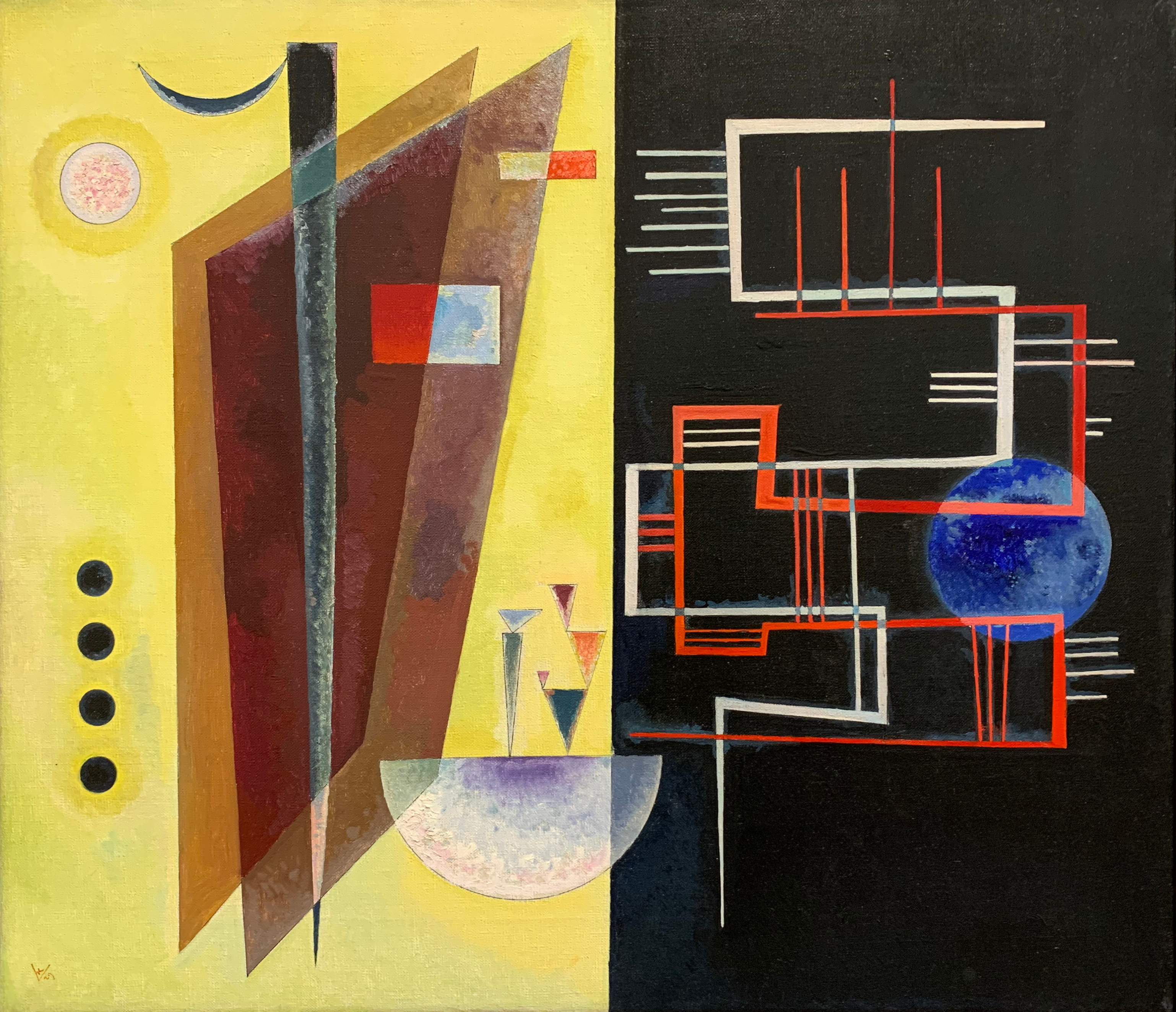
Inre allians (1929)
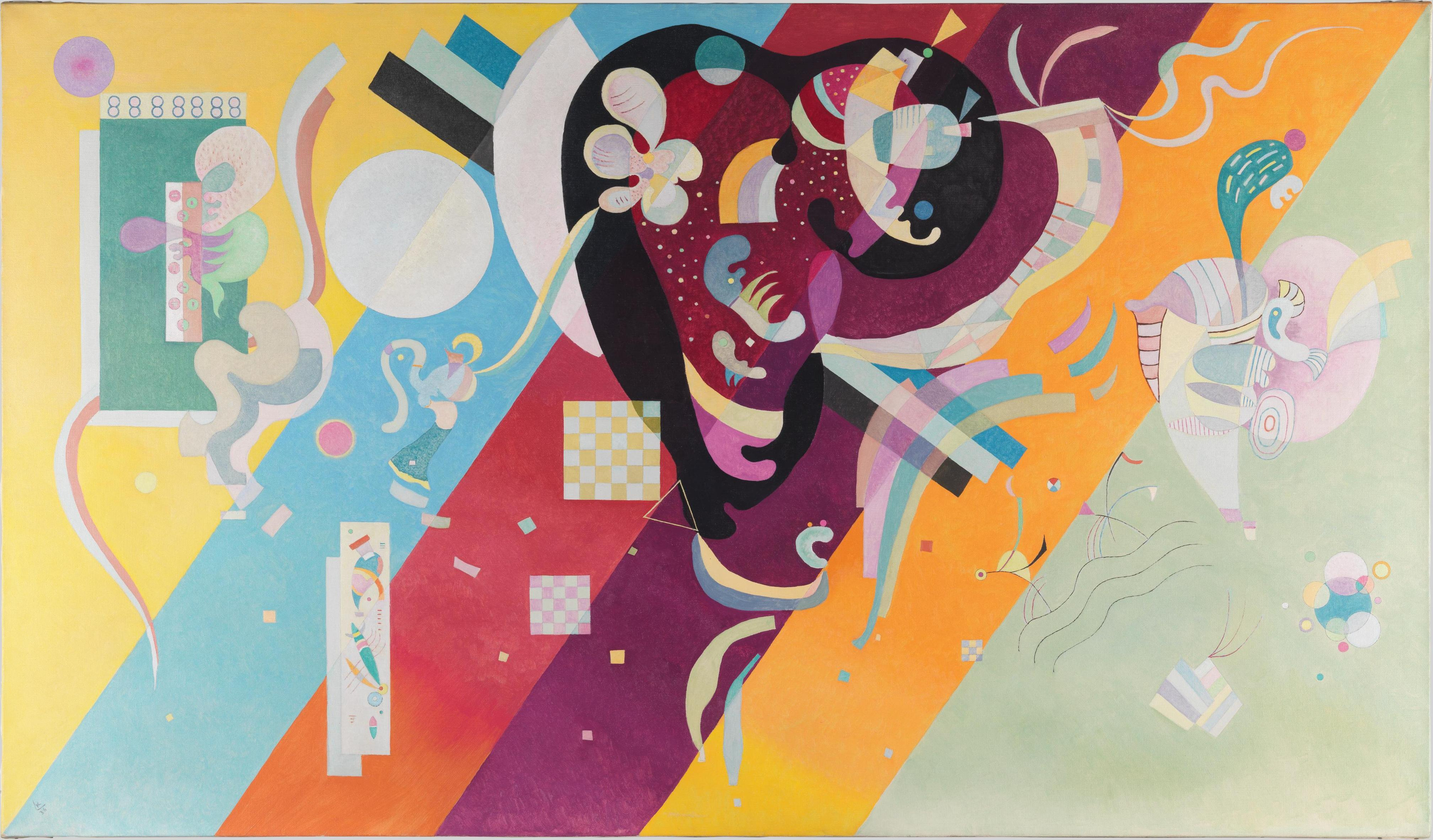
Komposition IX (1936)

### Skrifter och grafikmappar
- Über das Geistige in der Kunst. Insbesondere in der Malerei (München: R. Piper, 1911) online(digi.ub.uni-heidelberg.de) 
  - Om det andliga i konsten, översättning av Ulf Linde och Sonja Martinson (Stockholm: Konstakademins skriftserie, 1970)
- Klänge, prosadikter med 12 färgträsnitt och 44 svartvita träsnitt (München: R. Piper, 1913)
  - Klanger, översättning Örjan Lüning (Stockholm : Philarco, 1989)
- Kleine Welten", en portfolio med 12 delvis färglagda etsningar, litografier och träsnitt (Weimar: Staatliches Bauhaus, 1922)